# Обіхіроський університет тваринництва
Обіхіроський університет тваринництва (яп. 帯広畜産大学, おびひろちくさんだいがく; англ. Obihiro University of Agriculture and Veterinary Medicine) — державний університет у Японії. Розташований за адресою: префектура Хоккайдо, місто Обіхіро, квартал Інада-Нісі 2-11. Відкритий у 1949 році. Скорочена назва — Обіті́ку (яп. 帯畜, おびちく).

## Факультети
- Факультет тваринництва (яп. 畜産学部)

## Аспірантура
- Аспірантура тваринництва (яп. 畜産学研究科)